# سارا جوزفسون
سارا جوزفسون (انگلیسی: Sarah Josephson؛ زادهٔ ۱۰ ژانویهٔ ۱۹۶۴) شناگر شنای موزون اهل ایالات متحده آمریکا بود.
وی در مسابقات کشوری و بین‌المللی در مجموع برندهٔ ۵ مدال طلا، ۴ مدال نقره شده‌است.